# Boris Sokolovski
Boris Iljitsj Sokolovski (Russisch: Борис Ильич Соколовский) (Penza, 9 december 1953), is een voormalig professionele basketbalspeler en basketbalcoach. Hij werd Meester in de sport van de Sovjet Unie in 1978.

## Carrière speler
Sokolovski begon zijn carrière in 1971 bij Dinamo Koejbysjev. In 1973 ging hij naar Azov Toljatti. 1976 stapte hij over naar Pamir Doesjanbe. In 1979 stopte hij met basketbal.

## Carrière coach
Sokolovski was hoofdcoach van verschillende Russische dames en heren teams. Hij was hoofdcoach bij Avtodor Saratov, BK Samara, Evraz Jekaterinenburg, Dinamo Moskou, Tsjevakata Vologda, Dinamo Novosibirsk, Krasnye Krylja Samara, Boerevestnik Jaroslavl en AltajBasket Barnaoel. Ook was hij hoofdcoach in Oekraïne bij Alexkram Kiev, Sjachtar Donetsk en BK Kiev. Als assistent-coach onder hoofdcoach Stanislav Jerjomin won hij met UNICS Kazan de FIBA Europe League in 2004.

## Privé
In 1983 verhuisde Sokolovski naar Tadzjikistan, waar hij trouwde met Valentina, een nationale basketbalspeelster van Tadzjikistan. Ze hebben een zoon, Aleksej en twee dochters Irina Sokolovskaja en Olga Sokolovskaja. Aleksej werkt als basketbalcoach, terwijl Irina en Olga internationale basketbalspelers zijn.

## Assistent coach vrouwen
4 Artesjina ·
5 Rachmatoelina ·
6 Vodopjanova ·
7 Roezanova ·
8 Abrosimova ·
9 Sjtsjegoleva ·
10 Korstin ·
11 Stepanova  ·
12 Karpoenina ·
13 Karpova ·
14 Osipova ·
15 Lisina ·
Coach: Groedin
· Assistent-coach: Sokolovski
· Assistent-coach: 
4 Artesjina ·
5 Rachmatoelina ·
6 Vodopjanova ·
7 Roezanova ·
8 Karpoenina ·
9 Sjtsjegoleva ·
10 Korstin ·
11 Stepanova  ·
12 Sokolovskaja ·
13 Lisina ·
14 Abrosimova ·
15 Osipova ·
Coach: Groedin
· Assistent-coach: Hejková
· Assistent-coach: Sokolovski
4 Koezina ·
5 Rachmatoelina ·
6 Vodopjanova ·
7 Hammon ·
8 Karpoenina ·
9 Sjtsjegoleva ·
10 Korstin ·
11 Stepanova ·
12 Lisina ·
13 Sokolovskaja  ·
14 Abrosimova ·
15 Osipova ·
Coach: Groedin
· Assistent-coach: Hejková
· Assistent-coach: Sokolovski

## Assistent coach mannen
1 Sjved ·
4 Baboerin ·
7 Fridzon  ·
8 Ivlev ·
11 Antonov ·
12 Zoebkov ·
13 Chvostov ·
15 Mozgov ·
20 Vorontsevitsj ·
22 D. Koelagin ·
30 M. Koelagin ·
41 Koerbanov ·
Coach: Bazarevitsj
· Assistent-coach: Grujić
· Assistent-coach: Bykov
· Assistent-coach: Sokolovski

## Hoofdcoach
4 Artesjina ·
5 Zjedik ·
6 Danilotsjkina ·
7 Koezina ·
8 Hammon ·
9 Vieru ·
10 Korstin  ·
11 Stepanova ·
12 Osipova ·
13 Sokolovskaja ·
14 Abrosimova ·
15 Vidmer ·
Coach: Sokolovski
· Assistent-coach: Selichov
· Assistent-coach: 
4 Artesjina ·
5 Beljakova ·
6 Popova ·
7 Koezina ·
8 Danilotsjkina ·
9 Mjasoedova ·
10 Korstin ·
11 Stepanova ·
12 Osipova ·
13 Sapova ·
14 Abrosimova  ·
15 Vidmer ·
Coach: Sokolovski
· Assistent-coach: Vasin
· Assistent-coach: Kovaljov
4 Artesjina ·
5 Beljakova ·
6 Vodopjanova ·
7 Koezina ·
8 Danilotsjkina ·
9 Hammon ·
10 Korstin ·
11 Vieru ·
12 Osipova  ·
13 Petrakova ·
14 Zjedik ·
15 Grisjaeva ·
Coach: Sokolovski
· Assistent-coach: Zvirgzdiņš
· Assistent-coach: Kovaljov